# شينسوكي نوماتا
شينسوكي نوماتا (باليابانية: 沼田真佑) (30 أكتوبر 1978، أوتارو في اليابان)؛ روائي ياباني.

## الجوائز
- جائزة أكوتاغاوا